# Decencjusz
Decencjusz, [Flavius] Magnus Decentius (? – 18 sierpnia 353) – cezar i współrządca Magnencjusza w zachodniej części cesarstwa.
W 351 roku został mianowany cezarem przez swego brata Magnencjusza, który powierzył mu namiestnictwo Galii dla obrony jej terytorium oraz linii Renu. Klęska w wojnie z Konstancjuszem II skłoniła go do samobójstwa, wskutek czego powiesił się w sierpniu 353 roku.